# Zamek w Bobrku
Zamek w Bobrku – XIV-wieczny zamek w Bobrku, w powiecie oświęcimskim, zburzony w 1656 roku.

## Historia
Powstanie zamku datuje się na wiek XIV, a jego fundatorem był prawdopodobnie król Kazimierz III Wielki. Dwór był niewielki, prostokątny z jedną wieżą. Otoczony fosą o głębokości do 10 m. Powstał w miejscu grodu, spalonego prawdopodobnie w XIII wieku. Posiadał prawdopodobnie niewielką kaplicę. Zniszczony w 1532 roku, potem odbudowany. Został rozbudowany w XV wieku. Zniszczony w pożarze w 1589 roku, odbudowany w 1590 roku. W 1595 roku zamek administracyjnie należał do powiatu śląskiego województwa krakowskiego i był własnością kasztelana wiślickiego Mikołaja Ligęzy. Został zburzony w 1656 roku. Potem coraz bardziej zaczął popadać w ruinę. Ruiny przetrwały do XVII wieku, kiedy to rozebrano je i postawiono pałac należący do rodu Sapiehów, po zniszczeniach po II wojnie światowej został odbudowany i do pożaru w 1979r. była w nim szkoła i przedszkole. Po tym okresie stopniowo popada w ruinę.